# Gert Wilden junior
Gert Wilden jr., eigentlich Gert Wychodil, (* 22. August 1954 in München) ist ein deutscher Musiker, Filmkomponist und Arrangeur.

## Leben
Gert Wilden jr. ist der Sohn des Filmkomponisten Gert Wilden. Seinen ersten Klavierunterricht erhielt er mit acht Jahren. Erste Banderfahrungen sammelte Wilden jr. im Alter von 15 Jahren in diversen Schüler-Rock- und -Jazzbands. Nach dem Abitur erhielt er Kompositions-, Klavier- und Dirigentenunterricht am Münchner Richard-Strauss-Konservatorium, Klavier bei Karl-Herrmann Mrongovius und Begonia Uriarte. Er arbeitete nach seinem Studienabschluss ein Jahr als Assistent seines Vaters. Wilden jr. wirkte in den ersten beiden Staffeln der Serie Super Drumming als Musiker (Keyboards) mit. Er spielte auch mit Dusko Goykovich (Balkan Connection, 1983), Frank Loef (Just Fun, 1982), Billy Cobham, Klaus Doldinger, Hannibal Marvin-Peterson und Hermeto Pascoal. Mit Andy Lutter und Ralf Schmid bildete er das Pianoensemble Flügelschlag (Music For 3 Grand Pianos, 3 Composers, 3 Pianists, 2002). Das Debütalbum erhielt Liner Notes von Chick Corea, Steve Reich und Claus Ogermann.
Die Auftragskomposition "two and a half piece" wurde auf dem für den Großen Preis der Deutschen Schallplattenkritik nominierten Album "Piccolo Works" veröffentlicht.
Für seine Arbeit an den Filmen "The Fencer" ("Die Kinder des Fechters"), sowie "Hannas schlafende Hunde" wurde ihm der nur in Ausnahmefällen vergebene Bayerische Filmpreis für Musik verliehen.

## Filmografie

### Spielfilme
- 1996: Taxi Lisboa
- 1998: Lupo und der Muezzin
- 2002: Im Visier des Bösen (Entrusted)
- 2002: Leo und Claire
- 2002: Tatort – Flashback (Fernsehreihe)
- 2002: Gier nach Glück (Family Affairs)
- 2002: August der Glückliche
- 2002: Wilde Mädchen – Wer küsst Paul?
- 2003: Die Wilden Kerle
- 2003: Vera – Die Frau des Sizilianers (Zweiteiler)
- 2003: Aus Liebe zu Tom
- 2003: Die Verbrechen des Professor Capellari – Ein Toter kehrt zurück (Fernsehreihe)
- 2003: Die Verbrechen des Professor Capellari – Bittere Schokolade (Fernsehreihe)
- 2005: Eine Chance für die Liebe
- 2006: Schatten der Zeit
- 2006: Sophie Scholl – Die letzten Tage (Klaviermusik)
- 2006: Das Geheimnis von St. Ambrose
- 2006: Die Gipfelstürmerin
- 2006: Zwei Ärzte sind einer zu viel (Pilotfilm, Fernsehreihe)
- 2006: Zwei Ärzte sind einer zu viel – Kampf bis aufs Skalpell (Fernsehreihe)
- 2007: Zwei Ärzte sind einer zu viel – Wer im Glashaus sitzt (Fernsehreihe)
- 2007: Zwei Ärzte sind einer zu viel – Der Schatz im Silbersee (Fernsehreihe)
- 2007: Hilfe, meine Schwester kommt
- 2008: Lost City Raiders
- 2008: Mein Gott Anna
- 2009: Zwei Ärzte sind einer zu viel – Reif für die Insel (Fernsehreihe)
- 2010: Inga Lindström :Millionäre küsst man nicht
- 2010: Schatten der Vergangenheit
- 2010: Die Posthalter Christl
- 2011: Nicht weit von mir
- 2011: Inga Lindström : Die Hochzeit meines Mannes
- 2011: Inga Lindström: Svens Vermächtnis
- 2012: Inga Lindström: Vier Frauen und die Liebe
- 2012: Russisch Roulette (Zweiteiler)
- 2012: Inga Lindström: Ein Lied für Solveig
- 2012: Mensch Mama!
- 2013: Puppe
- 2013: George
- 2013: Inga Lindström: Herz aus Eis
- 2014: Meine Mutter, meine Männer
- 2015: Die Kinder des Fechters (Miekkailija)
- 2015: Die Schneekönigin
- 2016: Schweigeminute
- 2017: Katharina Luther
- 2017: Ich werde nicht schweigen
- 2018: Der Staatsanwalt Folge: Vollstreckt
- 2018: Der Staatsanwalt Folge: Eine perfekte Familie
- 2019: Ein Wochenende im August
- 2020: Ziemlich russische Freunde (Fernsehfilm)
- 2021: Väter allein zu Haus: Timo (Fernseh-Minireihe, Film 3)
- 2021: Zum Glück zurück
- 2021: Väter allein zu Haus: Andreas (Film 4)
- 2022: Das weiße Schweigen
- 2023: Ein Regenbogen zu Weihnachten
- 2023: Last Sentinel („Last Contact“)
- 2024: Neuer Wind im Alten Land: Beke wirbelt auf
- 2024: Neuer Wind im Alten Land: Gestrandet

### Kurzfilme
- 1996: Münchner Freiheit
- 2000: Quiero ser
- 2001: Die Andere
- 2005: Die anonymen Mobiholiker
- 2005: Bazar
- 2006: Anna, Frau
- 2006: Die Frau vom vierten Foto unten rechts
- 2007: Der Boden unter den Füßen
- 2008: Grenze
- 2008: Sommersonntag

### Serien
- 2006: M.E.T.R.O. – Ein Team auf Leben und Tod (Fernsehserie, Pilot + 10 Folgen)
- 2003–2012: Unser Charly (Fernsehserie, Staffeln 9–16)

### Dokumentationen
- 1994: Die 32 Richtungen der Windrose (Making of)
- 1998: Dämonische Leinwand
- 1999: Flucht in den Dschungel
- 2000: Gnadenlos
- 2001: Himmelhölle
- 2001: Selbstbeschreibung
- 2002: Ich werde reich und glücklich
- 2005: Moharram - Jugend der ewigen Morgenröte
- 2005: Deutschland gegen Deutsch
- 2008: Memory Books - Damit du mich nie vergisst...
- 2009: Die Eroberung der Alpen
- 2011: Good Bye Tibet
- 2011: Gekaufte Wahrheit – Gentechnik im Magnetfeld des Geldes (Scientists under Attack)
- 2012: Erlesene Welten
- 2012: Islamic Economics
- 2014: Jüdisch für Anfänger
- 2014: Sieben Tage im September
- 2018: Auf der Jagd – Wem gehört die Natur?
- 2019: Kroos